# Haemalea
Haemalea es un género de polillas (heteróceros) de la familia Geometridae descritos por primera vez por Jacob Hübner en 1823. Se encuentra distribuido por América Central y América del Sur. Es una polilla de color marrón, el patrón es simple, pero con manchas oscuras en el centro y en el torneado del ala anterior.

## Especies
| Haemalea | \| \| Haemalea delotaria (Hübner, 1823) (Surinam y Guayana Francesa)[4] \| \| \| \| \| \| Haemalea imitans (Dognin, 1900) (Ecuador)[4] \| \| \| \| \| \| Haemalea lophopleura (Prout, 1938) (Honduras, Belice)[4] \| \| \| \| \| \| Haemalea partita (Dognin, 1900) (Ecuador)[4] \| \| \| \| |
|          | \| \| Haemalea delotaria (Hübner, 1823) (Surinam y Guayana Francesa)[4] \| \| \| \| \| \| Haemalea imitans (Dognin, 1900) (Ecuador)[4] \| \| \| \| \| \| Haemalea lophopleura (Prout, 1938) (Honduras, Belice)[4] \| \| \| \| \| \| Haemalea partita (Dognin, 1900) (Ecuador)[4] \| \| \| \| |
|          | Haemalea delotaria (Hübner, 1823) (Surinam y Guayana Francesa) |
|          | |
|          | Haemalea imitans (Dognin, 1900) (Ecuador) |
|          | |
|          | Haemalea lophopleura (Prout, 1938) (Honduras, Belice) |
|          | |
|          | Haemalea partita (Dognin, 1900) (Ecuador) |
|          | |